# Las Cañas (Río Negro)
Las Cañas és una localitat de l'oest de l'Uruguai, ubicada al departament de Río Negro.

## Geografia
Es troba al sud-oest de Río Negro i pertany a la zona metropolitana de la ciutat de Fray Bentos. Las Cañas s'ubica a 315 km de Montevideo, la capital del país. La seva costa està banyada pel riu Uruguai, el qual serveix de límit amb l'Argentina.

## Població
Segons les dades de l'INE, el poble té una població aproximada de 80 habitants.
| 1963 | 1975 | 1985 | 1996 | 2004    |
| ---- | ---- | ---- | ---- | ------- |
| -    | -    | -    | 109  | {{{5}}} |